# Athanasios Papazoglou
Athanasios Papazoglou (grekiska: Αθανάσιος Παπάζογλου), född 30 mars 1988, är en grekisk fotbollsspelare som spelar som anfallare i Atromitos, dit han kom från Olympiakos. Han har även spelat i Greklands U21-landslag.